# 코파 데 오로 아르헨티나
코파 데 오로 아르헨티나(스페인어: Copa de Oro Argentina)는 스페인의 축구 대회로, 1945년 12월 23일에 라리가 1944-45를 우승한 바르셀로나와 코파 델 헤네랄리시모 1944-45를 우승한 아틀레틱 빌바오 간에 한 번만 치러진 단판 대회로 바르셀로나가 레스 코르츠 경기장에서 5-4로 승리했다.
이 경기는 카탈루냐 축구 연맹이 주바르셀로나 아르헨티나 영사관의의 계획에 따라 개최도었고, 대회 우승컵은 시내 아르헨티나 이주민이 전달했다.
이 경기는 스페인 축구의 두 번째 슈퍼컵 경기로, 1940년 코파 데 로스 캄페오네스 데 에스파냐 이래 치러진 첫 대회였다. 1947년, 공식 대회로 코파 에바 두아르테가 출범해 1953년까지 열렸다. 현 수페르코파 데 에스파냐는 1982년부터 시작되었다.

## 같이 보기
- 수페르코파 데 에스파냐
- 코파 에바 두아르테
- 코파 데 로스 캄페오네스 데 에스파냐